# Stadsgraven
55°40′7.06″N 12°35′30.75″Ø / 55.6686278°N 12.5918750°Ø
Stadsgraven, også benævnt Københavns Stadsgrav, er en vandgrav i København mellem Christianshavn og Amager. 
Stadsgraven og Christianshavns Vold udgjorde tidligere den østlige halvdel af Københavns volde, og fungerer i dag som et rekreativt område. Stadsgraven kan i dag opdeles i Indre Stadsgrav, som består af 3 bassiner og Ydre Stadsgrav, der er en 20-30 m. bred kanal, der løber på ydersiden af den Indre Stadsgrav langs det midterste bassin.
Stadsgraven har forbindelse til Københavns Havn mod nord og syd. Vand fra havnen kan løbe ind mellem Quintus Bastion og Charlotte Amalies Bastion og ud under Kalvebod Bastion. 

## Den tidlige vold
De ældste dele af volden omkring Christianshavn stammer fra Johan Semps projekt, påbegyndt i 1618 og afsluttet i 1623. Der var tale om en lav vold, der fik fire hele bastioner og en halv bastion omkring den halve ottekantede by. I tiåret 1682-1692 blev Christianshavns Vold forlænget mod nord ved anlæg af Nyværk med 7 bastioner, projekteret af militæringeniøren Gottfried Hoffmann. Bastionerne, der beskyttede Flådens Leje, blev opkaldt efter den kongelige familie.

## Et moderne voldsystem
Den nye Københavns Landbefæstning blev påbegyndt af Estrup-regeringen i 1886, men kom ikke til at omfatte Amager. Amagersiden fik aldrig en landbefæstning, fordi Christianshavns Vold officelt fungerede som militært anlæg helt frem til 1916, selvom volden for længst havde mistet enhver forsvarskapacitet. Amager havde som erstatning opnået et forsvar i form af nye søforter i øens periferi. 

### Fra fæstning til park
Fæstningen blev omdannet til park i 1916 og beskyttet som fortidsminde i 1918. Dele af volden er desuden fredet

## Bastioner, raveliner, enveloppe og redaner
Alle 12 bastioner på Christianshavns Vold eksisterer stadig. 
Fra nord:
- Quintus Bastion
- Charlotte Amalies Bastion
- Frederiks Bastion
- Carls Bastion
- Vilhelms Bastion
- Sofie Hedevigs Bastion
- Ulriks Bastion
- Løvens Bastion
- Elefantens Bastion
- Panterens Bastion
- Enhjørning Bastion
- Kalvebod Bastion

Begge raveliner eksisterer stadig.
Fra nord:
- Løvens Ravelin (Kaninøen) - mellem Ulriks og Løvens bastioner
- Amagerports Ravelin - mellem Løvens og Elefantens bastioner

Amagerports Ravelins sydlige halvdel er dog udjævnet og erstattet af et vejanlæg mellem Christianshavn og Amager.  
Af de 10 redaner på Christianshavns Enveloppe er kun 6 tilbage. 
Fra nord:  
- 1. Redan
- 2. Redan  -  dele af opgøret efter krigen 1939/1945 fandt sted i Henrettelsesskuret på 2. redan. Redanens krudtmagasin pt. kendt som "Aircondition".
- 3. Redan  -  redanens krudtmagasin pt. kendt som "Autogena"
- 4. Redan  -  redanens krudtmagasin pt. kendt som "Fakirskolen"
- 5. Redan  -  redanens krudtmagasin pt. kendt som "Kosmiske Blomst"
- 6. Redan  -  overdraget til Københavns Kommune og 1961 åbnet for offentligheden
- 8. Redan  -  1906-1907 fjernet før anlæg af Amager Boulevard
- 9. og 10. Redan  -  1887-1888 fjernet før anlæg af nyt arsenal "Ny Tøjhus"

## Nuværende brug
Arealerne bruges til rekreative formål, kolonihaver, boliger, erhverv, samt Christiania. På Amagerports Ravelin ligger restaurant Ravelinen.

## Vandkvalitet
Der har bl.a. i 2007 været beretninger om omfattende fugledød grundet botulisme. Botulismen udvikles i iltfattige vandområder. Dette kunne imødegås ved at øge vandgennemstrømningen. Ifølge Københanvs Kommune er problemet med at øge vandgennemstrømningen at der i så tilfælde vil komme flere blågrønne alger ind i stadsgraven, som ligeledes forårsager fugledød.